# جون إدواردز هولبروك
جون إدواردز هولبروك (بالإنجليزية: John Edwards Holbrook) (و. 1794 – 1871 م) هو عالم حيواني، وعالم طبيعة، وطبيب من الولايات المتحدة الأمريكية . ولد في كارولاينا الجنوبية .
توفي في ماساتشوستس، عن عمر يناهز 77 عاماً.